# Echiniscus angolensis
Echiniscus angolensis är en djurart som tillhör fylumet trögkrypare, och som beskrevs av da Cunha och do Nascimento Ribeiro 1964. Echiniscus angolensis ingår i släktet Echiniscus och familjen Echiniscidae. Inga underarter finns listade i Catalogue of Life.